# D.J. Thompson
Darryl James Thompson, detto D.J. (Raleigh, 2 maggio 1985), è un ex cestista statunitense.